# Oliva (motorfiets)
Oliva is een historisch merk van motorfietsen.
De bedrijfsnaam was Motocicli Fratelli Oliva, Vado Ligure (Savona.
Klein Italiaans merk dat van 1920 tot 1923 gemotoriseerde fietsen met 173 cc Train-tweetaktmotoren leverde.